# Emma Villanueva
Emma Villanueva (Ciudad de México, 1975) es una artista de performance, artista visual y activista, que egresó como lingüista de la Universidad Nacional Autónoma de México.Una de sus obras más conocidas Pasionaria: Caminata por la dignidad, del año 2000.

## Biografía
Emma Villanueva nació en la Ciudad de México en 1975. Estudió lingüística y literatura en la Universidad Nacional Autónoma de México de 1995 a 1999.

### Carrera artística
Villanueva comenzó a realizar performance tanto en las calles como en espacios culturales. Ha realizado proyectos artísticos individuales y en colectivo, particularmente con Eduardo Flores, con quien conformó el grupo EDEMA.

## Obra performática
Emma Villanueva propone un performance político, en donde se logre persuadir y sensibilizar al espectador, con respecto de una problemática que muchas veces es invisibilizada. Además, al proponer su cuerpo como soporte del arte y el performance, crea un  vehículo para la reapropiación, cuestionando así las etiquetas que el sistema impone.
Uno de sus performance más controvertidos y con el cual salto a la fama fue Pasionaria: Caminata por la dignidad (2000), el cual fue realizado en apoyo a la huelga estudiantil de la UNAM (1999-2000) en contra del aumento de las colegiaturas.En este puede observar como la artista hace una caminata en bikini,  con el cuerpo pintado de color rojo y negro, pidiendo a los manifestantes -a largo de 8 kilómetros- que escriban sobre su cuerpo las diversas opiniones con respecto a la huelga.Este evento apareció en las primeras planas y fue reseñado en distintos periódicos Mexicanos como: Reforma, La Jornada y Milenio.
Otros performance de Emma Villanueva, son Todo se vale (strip-tease político), de 1999; Ausencia, realizado en el Noveno Festival de Performance de  Ex Teresa Arte Actual, 2000; Have you raped? (2000); Orgullosamente UNAM (2001); entre otros.